# Алдієр (Куршаб)

Старий логотип клубу

«Алдієр» (кирг. Алдиер) — киргизський футбольний клуб, який представляє село Куршаб.

## Історія
Заснований в 1994 році. Кольори клубу — біло-сині.
У сезоні 1998 дебютував у вищій лізі Киргизстану, взявши участь в попередньому етапі чемпіонату в південній зоні. «Алдієр» посів 8 місце з 12 учасників південної зони, вигравши 6 матчів, зігравши внічию 3 гри і програвши 13 матчів. Кращим бомбардиром команди в сезоні 1998 року став Канатбек Маматов, який забив 10 м'ячів з 31, забитих командою. У цьому ж сезоні «Алдієр» став учасником 1/16 фіналу Кубку Киргизстану, програвши на цій стадії з рахунком 0:4 «Ноокату».
У наступні роки, «Алдієр» був учасником регіональних змагань півдня Киргизстану. На рубежі 2000-их і 2010-их років став однією з найсильніших команд регіону. У 2009 році став срібним призером південної зони першої ліги. У 2010 році вийшов у 1/8 фіналу Кубку країни, де програв з рахунком 0:4 майбутньому чемпіону «Нефтчі» (Кочкор-Ата).
У 2011—2013 роках «Алдієр» тричі поспіль ставав переможцем Південної зони першої ліги чемпіонату Киргизії. Двічі, в 2011 і 2012 роках, кращим бомбардиром турніру ставав атакуючий півзахисник «Алдієру» Айбек Сулайманов. У 2013 році «Алдієр» став абсолютним чемпіоном першої ліги, в двоматчевому протистоянні здобув перемогу над переможцем Північної зони «Наше Пиво» (Кант) — 0:0 і 1:0.
У 2014 році «Алдієр» після 16-річної перерви знову взяв участь у вищій лізі чемпіонату Киргизії. Тренував команду як граючий тренер 38-річний Айбек Сулайманов — чемпіон Киргизстану 2003 року в складі «Жаштику» (Кара-Суу), після першої половини сезону його змінив Улугбек Курманбеков. За підсумками чемпіонату країни, «Алдієр» посів 5-те місце з 8 учасників, вигравши 7 матчів, зігравши внічию 3 гри і програвши 10 ігор. Кращим бомбардиром клубу в сезоні став Аброр Кидиралієв (9 голів), чемпіон Киргизстану 2013 в складі ошського «Алая».
Перед початком сезону 2015 року «Алдієр» через фінансові проблеми відмовився від участі у вищій лізі і заявився в першу лігу. Клуб в черговий раз переміг в турнірі Південної зони, а в матчах за абсолютну першість в першій лізі поступився клубу «Кара-Балта».

## Досягнення
- Топ-Ліга
  - 5-те місце (1): 2014

- Південна зона першої ліги чемпіонату Киргизстану з футболу
  -  Чемпіон (4): 2011, 2012, 2013, 2015
  -  Віце-чемпіон (1): 2009

- Південна зона першої ліги чемпіонату Киргизстану з футболу
  -  абсолютний чемпіон (1): 2013